# Phulwaria
Phulwaria es una ciudad censal situada en el distrito de Varanasi en el estado de Uttar Pradesh (India). Su población es de 20466 habitantes (2011). 

## Demografía
Según el censo de 2011 la población de Phulwaria era de 20466 habitantes, de los cuales 10931 eran hombres y 9535 eran mujeres. Phulwaria tiene una tasa media de alfabetización del 79,58%, superior a la media estatal del 67,68%: la alfabetización masculina es del 87,15%, y la alfabetización femenina del 70,94%.